# مورتیشیا آدامز
مورتیشیا آدامز (به انگلیسی: Morticia Addams؛ زاده‌شده با فامیل فرامپ) شخصیت داستانی از فرنچایز چندرسانه‌ای خانواده آدامز می‌باشد که توسط پویانماساز آمریکایی چارلز آدامز در سال ۱۹۳۳ خلق شد.